# São Domingos do Maranhão
São Domingos do Maranhão is een gemeente in de Braziliaanse deelstaat Maranhão. De gemeente telt 33.506 inwoners (schatting 2009).